# Ferrari 458
A Ferrari 458 Italia é um modelo esportivo de motor central produzido pela Ferrari. Suas primeiras fotos foram divulgadas pela Ferrari em 28 de julho de 2009 e foi apresentado ao público no Salão do Automóvel de Frankfurt em setembro do mesmo ano. É o sucessor do Ferrari F430 e em 2015 foi substituído pelo Ferrari 488 GTB, que foi revelado no Salão Internacional do Automóvel de Genebra em março de 2015.

## Características
É equipado com um motor V8 de 4499 cilindradas aspirado e de cárter seco, sendo posicionado no meio da carroceria em V (com ângulo de 90º entre os pistões). Possui um giro máximo de 9000 rpm e uma relação de compressão de 12.5:1. O projeto desse motor foi destinado a obter uma alta potência junto de uma economia de combustível, o bloco do motor e os pistões foram desenhados para trabalhar melhor com o fluido do óleo e assim evitar uma perda de potência devido a fricção das peças internas do motor. Uma das mais importantes novidades nesse modelo é a introdução de uma caixa de 7 marchas com embreagem dupla, baseado na gestão independente de todas as marchas pares e ímpares que são pré-selecionadas em dois eixos separados, as próximas marchas já ficam prontas para serem engatadas, o diferencial foi integrado à carcaça da caixa para diminuir seu tamanho.
Sua suspensão emprega dois braços por roda formando um 'L' na frente e suspensão multibraços na traseira, havendo uma redução na rigidez vertical de cerca de 30% em relação à Ferrari F430 (modelo anterior), e apresenta também um novo sistema de controle de amortecimento magnetoreológico, superior ao sistema empregado na Ferrari 599 GTB Fiorano, o sistema pode alterar a força dos seus amortecedores em intervalos de 8 ms (a 599 GTB alterava em 15 ms). Os freios são iguais para todos os carros da marca, com a 458 não foi diferente, seus freios são feitos de carbono e cerâmica de 6 pinças e disco de 398 x 223 x 36 mm na frente, com 4 pinças e disco de 360 x 233 x 32 mm na traseira, e com freios ABS a uma velocidade de 100 km/h é possível parar totalmente em 32,5 metros e com uma velocidade de 200 km/h em 128 metros. Seu sistema eletrônico interno é o E-Diff 3, que avalia várias condições informadas pelo carro, podendo assim calcular parâmetros importantes sobre as condições da pista, dependendo do modo selecionado (esportivo ou corrida que podem ser alterados pelo piloto no interior do veículo) a 458 muda seu comportamento para oferecer o limite de suas capacidades mais facilmente. A aerodinâmica deste modelo pode produzir uma força vertical de 140 kg à 200 km/h e 360 kg em sua velocidade máxima (325km/h), porém não possui entradas de ar nas laterais, como é comum na maioria dos outros modelos da marca, elas foram movidas para a parte de baixo da carroçeria, assim favorecendo o design, possui duas aletas na sua frente, grandes o bastante para poderem se deformar conforme a velocidade, quanto mais rápido maior é a inclinação destas aletas.